# Vagem

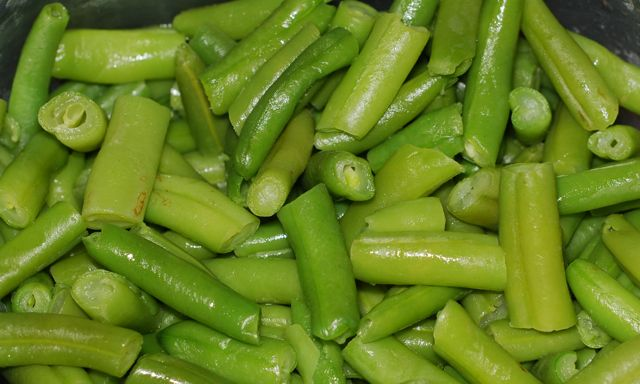
Vagem cozida e cortada.

Vagem ou feijão-verde é o fruto verde de vários cultivos de feijão comum (Phaseolus vulgaris).

## Produção
Segundo a Organização das Nações Unidas para Alimentação e Agricultura (FAO - sigla em inglês), os maiores produtores de vagem (em toneladas) em 2011:
| Posição | País       | Produção (ton.) |
| ------- | ---------- | --------------- |
| 1       | China      | 15 714 579      |
| 2       | Indonésia  | 883 802         |
| 3       | Índia      | 617 869         |
| 4       | Turquia    | 614 948         |
| 5       | Egito      | 305 561         |
| 6       | Tailândia  | 301 070         |
| 7       | Itália     | 163 725         |
| 8       | Espanha    | 152 507         |
| 9       | Marrocos   | 120 612         |
| 10      | Bangladesh | 94 756          |